# Almaz (lied)
Almaz is een single van Randy Crawford. Het was de derde single afkomstig van haar album Abstract emotions.
Almaz (Tigrinya: Diamant) is een van de weinig liedjes die Randy Crawford zelf schreef. Het verzoek daartoe kwam van haar buurman, een vluchteling uit Eritrea, die een lied zocht voor zijn vrouw. Crawford liet zich inspireren door hun liefde.

## Hitnotering
Het plaatje verkocht met name in het Verenigd Koninkrijk en Ierland goed. Het stond achttien weken genoteerd in de UK Singles Chart met als hoogste notering plaats 4. In Ierland haalde ze in zes weken tijd de tweede plaats. In de Nederlandse Top 40 en Daverende 30 kwam ze niet verder dan de tipparade. De Belgische BRT Top 30 en Vlaamse Ultratop 30 kennen Almaz niet.

### NPO Radio 2 Top 2000
Almaz stond alleen in 2000 in de NPO Radio 2 Top 2000, op plek 1701.